# Drymaria coahuilana
Drymaria coahuilana là loài thực vật có hoa thuộc họ Cẩm chướng. Loài này được (I.M.Johnst.) B.L.Turner mô tả khoa học đầu tiên năm 1995.